# Fernand Pieltain
Fernand Pieltain, né à Salzinnes le 8 juillet 1893 et mort à Nice, le 29 décembre 1972 est un homme politique belge et un militant wallon. 

## Biographie
Avocat, conseiller communal de Namur en 1933, il devient échevin de l'instruction publique en 1935 et le demeurera jusqu'en 1963, année durant laquelle il succède à Louis Huart comme bourgmestre de la ville. Il est l'un des premiers catholiques à avoir adhéré au Mouvement wallon notamment en collaborant à la revue Wallonia.

### Carrière politique
Durant la Seconde Guerre mondiale, Fernand Pieltain adhère à la Résistance, le secteur Opération Namur du secteur L100 des Forces françaises de l'intérieur, dont il deviendra lieutenant à titre honorifique. Il adhère à Wallonie libre et est élu vice-président du Congrès national wallon de 1945, où il rejette l'option de la réunion à la France. Il proposa un projet original de fédéralisme proposant que la Wallonie autonome soit divisée en 15 régions économiques. Ces 15 régions (15 en Flandre également, 5 à Bruxelles), auraient élu chacune une Chambre des représentants ayant comme compétences la culture et le social pendant que les 35 autres régions s'occuperaient du développement économique, élisant chacune trois élus au Sénat. 
Lors de la Question royale il est vivement contesté par son parti le PSC. Il rejoint le Mouvement des provinces wallonnes du chevalier Désiré Lamalle ; puis fait retour à Rénovation wallonne. C'est en 1964 qu'il prend le plus nettement ses distances d'avec le PSC en créant une liste baptisée Rénovation namuroise inspirée de Rénovation wallonne et qui regroupe des catholiques et des libéraux. Il devient alors bourgmestre de Namur. En 1967, lors des fêtes de Wallonie, il réclame le droit à l'autodétermination pour les Wallons. Lors de la Crise de Louvain, il propose sa ville pour accueillir la section wallonne et francophone de l'UCL. Au moment où se reforme le Conseil économique wallon, il réclame avec 17 autres bourgmestres de villes importantes que la Commission européenne se penche sur les difficultés économiques de la Wallonie.
Retiré de la vie politique active à partir de 1971, il signe cependant en 1976 la Nouvelle lettre au roi pour un vrai fédéralisme initié par Fernand Dehousse, Jean Rey et Marcel Thiry.

### Carrière littéraire
Fernand Pieltain est reçu membre du cercle littéraire dialectal Lès Rèlîs Namurwès en 1921. En 1928, il obtient (avec Antoine Binot) la cocarde décernée au membre ayant fourni le travail le plus méritoire au cours de l'exercice écoulé.